# Admirał Nachimow (film)
Admirał Nachimow (ros. Адмирал Нахимов) – radziecki dramat historyczny z 1946 roku w reżyserii Wsiewołoda Pudowkina. Jest to opowieść o rosyjskim dowódcy marynarki wojennej połowy XIX wieku - admirale Pawle Nachimowie (1802-1855).

## Fabuła
Film przedstawia wydarzenia historyczne wojny krymskiej, począwszy od zwycięstwa floty rosyjskiej dowodzonej przez admirała Nachimowa nad turecką flotyllą w 1853 roku. Następnie lata 1854-1855, w których admirał Nachimow z powodzeniem prowadził bohaterską obronę Sewastopola. W bitwie zostaje śmiertelnie ranny.

## Obsada
- Aleksiej Diki jako Admirał Nachimow
- Ruben Simonow jako Osman Nuri-Pasza
- Jewgienij Samojłow jako pułkownik Buronow
- Piotr Sobolewski jako Fieofan Ostrieno
- Leonid Kniaziew jako Piotr Koszka
- Boris Olenin jako Jean Jacques Pélissier
- Władimir Władisławski jako kapitan Ławrow
- Wsiewolod Pudowkin jako książę Aleksandr Mienszykow
- Nikołaj Czapłygin jako Władimir Korniłow
- Wasilij Kowrigin jako Piotr Baranowski
- Aleksandr Chochłow jako Napoleon III
- Pawieł Gajdieburow jako lord Raglan
- Nikołaj Brilling jako kapitan Evans
- Gieorgij Gumilewski jako marynarz
- Gleb Rożdiestwienski jako marynarz
- Nikołaj Aparin jako marynarz
- Konstantin Starostin jako marynarz
- Emmanuił Geller